# موبایل سوت گاندام وینگ
موبایل سوت گاندام وینگ (به ژاپنی: 新機動戦記ガンダムW(ウイング) Shin Kidō Senki Gandamu Wingu) یک مجموعه تلویزیونی انیمه ژاپنی در سبک مکا از محصولات استودیوی سانرایز به کارگردانی ماساشی ایکدا و شینجی تاکاماتسو و نویسندگی کاتسویوکی سومیساوا است. این ششمین قسمت از مجموعه فرنچایز رسانه‌ای گاندام به شمار می‌رود که از نظر زمانی پس از «افتر کولونی» به وقوع می‌پیوندد. همانند نسخه اصلی این سری، داستان گاندام وینگ دربارهٔ نبردی در سال ۲۲۲۰ عصر حاضر، بین زمین و مستعمرات فضایی در سیستم مداری زمین-ماه روایت می‌شود.
این مجموعه به تعداد ۴۹ قسمت از ۷ آوریل ۱۹۹۵ تا ۲۹ مارس ۱۹۹۶ در شبکهٔ تی‌وی آساهی پخش شد. بر اساس این مجموعه مشتقات متعددی از جمله چندین سری مانگا، بازی ویدئویی و دو قسمت اووی‌ای اقتباس شده است.